# ماريا لويزا كوستا فيلا
ماريا لويزا كوستا (بالإسبانية: María Luisa Cuesta Vila)‏ (الميلاد 26 مايو 1920 في مدينة سورانو- الوفاة 21 نوفمبر 2018 في مدينة مونت فيدو) ناشطة حقوقية من الأورغواي في مجال حقيقة الإنسان، كرّست نفسها للبحث عن المفقودين خلال الحكم العسكري المدني الدكتاتوري للأورغواي [الإنجليزية]، وقد كان ابنها نابيو ميلو كوستا في عداد المفقودين تلك الفترة.

## السيرة الذاتية
َولدت ماريا في 26 مايو عام 1920 للميلاد في مدينة سوريانو، وقد عملت في ورشة للصفائح والطلاء حتى يونيو عام 1973،، حيث تم اعتقالها من 28 يونيو عام 1973 حتى 31 يناير 1974 في معسكر المشاة رقم 5.، حيث نُفي ابنها (نبيو ميلو كوستا)وزوجته إلى الأرجنتين عام 1974. ومن ثم أسر واختفى عام 1976 للميلاد ولم يظهر بعدها. فيما بدأت لويزا كوستا بالبحث عنه.
وقد شكّلت عام 1985 للميلاد، مجموعة الأمهات وعائلات الأشخاص المختفيين من الأرغواي.  توفت في 21 نوفمبر 2018 في مدينة مونت فيدو. 